# Quassiremus ascensionis
Quassiremus ascensionis är en fiskart som först beskrevs av Studer, 1889.  Quassiremus ascensionis ingår i släktet Quassiremus och familjen Ophichthidae. Inga underarter finns listade i Catalogue of Life.